# 阿尔藏斯
阿尔藏斯（法語：Arzens，法語發音：[aʁzɛ̃s] ⓘ）是法国奥德省的一个市镇，位于该省中北部，属于卡尔卡松区。

## 地理
阿尔藏斯（43°11'57"N, 2°12'34"E）面积21.11 平方千米，位于法国奧克西塔尼大區奥德省，该省份为法国南部沿海省份，北起塔恩省，西北接上加龙省，西接阿列日省，南至东比利牛斯省，东临地中海，东北与埃罗省接壤。
与阿尔藏斯接壤的市镇（或旧市镇、城区）包括：阿莱拉克、科和索藏斯、蒙雷阿勒、圣厄拉利、维勒塞克朗德。

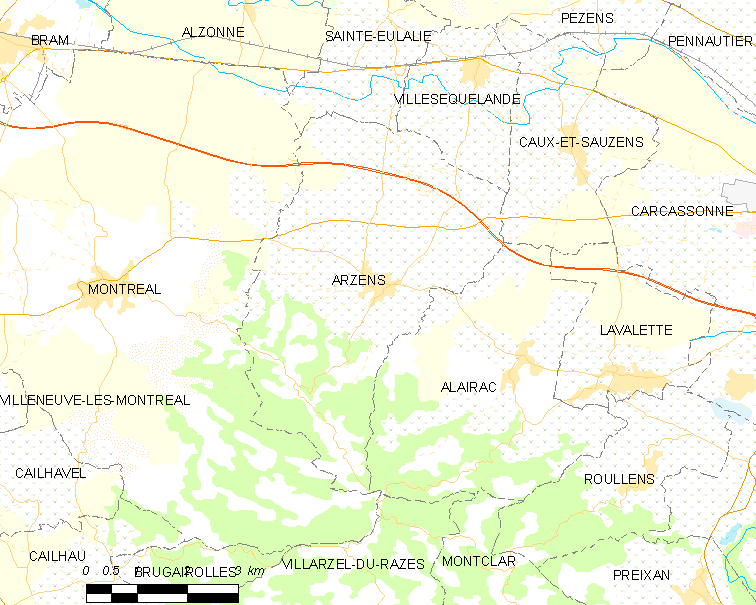
阿尔藏斯的OSM定位图

阿尔藏斯的时区为UTC+01:00、UTC+02:00（夏令时）。

## 行政
阿尔藏斯的邮政编码为11290，INSEE市镇编码为11018。

## 政治
阿尔藏斯所属的省级选区为努瓦尔山区拉马勒佩尔县。

## 人口

1962-2008年间阿尔藏斯人口变化图示

阿尔藏斯于2022年1月1日时的人口数量为1196人。